# Джовани Антонио Орсини дел Балцо
Вижте пояснителната страница за други личности с името Джовани.
Джовани Антонио Орсини дел Балцо (на италиански: Giovanni Antonio Orsini del Balzo (Giannantonio); * 1386 или 1393, Лече, Италия; † 15 ноември 1463, Алтамура, Италия) от фамилията Орсини, е княз на Таранто (1420 – 1463), херцог на Бари, граф на Лече, Ачера, Солето, Конверсано, от 1433 г. граф на Матера и от 1453 г. граф на Удженто.

## Биография
Той е син и наследник на княз Раймондо Орсини дел Балцо (1361 – 1406) и съпругата му графиня Мария д’Ангиен (1367 – 1446), наследничка на род Бриен. След смъртта на баща му майка му се омъжва за Ладислав Анжуйски (1376 – 1414), крал на Неапол.
През 1419 г. Джовани се жени за Анна Колона от фамилията Колона, дъщеря на Лоренцо Онофрио Колона.
Джовани Антонио е удушен през 1463 г. в Алтамура, и не оставя наследници. Погребан е в църквата Санта Катерина д'Алесандрия в Галатина (в провинция Лече), построена от баща му. Наследен е от племенницата му Изабела дьо Клермон (1424 – 1465), омъжена (1444/1445) за крал Фердинанд I от Неапол, дъщеря на сестра му Катарина дел Балцо Орсини.

## Деца
Княз Джовани Антонио има извънбрачните деца:
- Катерина, графиня на Конверсано, имъжена 1456 за Джулиантонио Аквавива д'Арагона, 7. херцог на Атри
- Мария Конквеста († сл. 1487), графиня на Удженто, омъжена 1463 за Анджилберто дел Балцо, 1. херцог на Нардо
- Маргерита, омъжена за Антонио Центелес, граф на Катандзаро и главен съдия на Калабрия
- Франческа, омъжена за Якопо Сансеверино, граф на Сапонара
- син Бертолдо († сл. 1488), барон на Саличе, граф на Лече (1463 – 1464)
- дъщеря, омъжена за Джакомо от Сансеверино, граф на Милето.